# Christian Sagartz
Christian Sagartz (nascido em 1981) é um político austríaco do Partido do Povo Austríaco que é membro do Parlamento Europeu desde 2020.

## Carreira política
Sagartz ocupou vários cargos em Pöttsching: vereadora (desde 2002), vice-prefeito (desde 2007) e presidente do partido na cidade em 2006. Ele foi presidente do Partido dos Jovens em Burgenland de 2002 a 2008 e tornou-se presidente do capítulo distrital de Mattersburg em 2010. Ele tornou-se membro do Landtag em 25 de outubro de 2005.
Sagartz é membro do Parlamento Europeu desde 2020. No parlamento, ele servido desde então na Comissão de Desenvolvimento e na Subcomissão de Direitos Humanos.